# Wouter III van Vexin
Wouter III van Vexin en Amiens (- 1063) was de tweede zoon van Drogo van Vexin-Amiens en van Godjifu, zuster van Eduard de Belijder. In 1035 volgde hij zijn vader op als graaf van Vexin en Amiens.
Oorspronkelijk streefde Wouter een goede verstandhouding na met zowel de hertogen Normandië als met de koning van Frankrijk, maar toen die twee met elkaar in onmin geraakten, koos hij partij voor Hendrik I van Frankrijk.
Wouter was gehuwd met Biota, dochter van Herbert I van Maine. Toen Herbert II van Maine in 1062 overleed, had die Willem de Veroveraar aangeduid als opvolger. Toen die bezit nam van Le Mans, verzette de plaatselijke adel zich en koos Wouter, gehuwd met een tante van Herbert II van Maine, tot graaf. Willem de Veroveraar heroverde het jaar daarop evenwel Le Mans, zette Wouter en zijn echtgenote Biota gevangen in Falaise en plaatste zijn zoon Robert Curthose aan het hoofd van het graafschap. Wouter en zijn echtgenote overleden kort daarop op in niet opgehelderde omstandigheden.
De dood van Wouter kwam Willem de Veroveraar goed uit op verschillende vlakken: én de graaf van Maine was uitgeschakeld, én ook het laatst overlevende kind van Godjifu, zodat Willem drie jaar later, zonder verdere tegenstrevers, de opvolging van Eduard de Belijder in Engeland kon claimen.
In Vexin en Amiens werd Wouter opgevolgd door Rudolf IV van Valois, behoudens de steden Pontoise en Chaumont-en-Vexin die aan Frankrijk toekwamen.